# Cayoosh Mountain
Cayoosh Mountain är ett berg i Kanada.   Det ligger i provinsen British Columbia, i den sydvästra delen av landet, 3 500 km väster om huvudstaden Ottawa. Toppen på Cayoosh Mountain är 2 537 meter över havet, eller 658 meter över den omgivande terrängen. Bredden vid basen är 7,1 km.
Terrängen runt Cayoosh Mountain är bergig åt sydväst, men åt nordost är den kuperad. Trakten runt Cayoosh Mountain är nära nog obefolkad, med mindre än två invånare per kvadratkilometer.. Det finns inga samhällen i närheten. 
I omgivningarna runt Cayoosh Mountain växer i huvudsak barrskog.